# Communauté de communes du Haut-Périgord
La communauté de communes du Haut-Périgord (CCHP) est une ancienne structure intercommunale française située dans le pays Périgord vert, dans le département de la Dordogne, en région Nouvelle-Aquitaine. Active de 2014 à 2016, elle est remplacée au 1er janvier 2017 par la communauté de communes du Périgord Nontronnais.

## Histoire
La création de la communauté de communes du Haut-Périgord a été actée par l'arrêté préfectoral no 2013 147-004 du 27 mai 2013.
Effective le 1er janvier 2014, elle est issue de la fusion de la communauté de communes du Périgord vert granitique et de la communauté de communes des Villages du Haut-Périgord. Ce nouvel ensemble comprend onze communes, sur un territoire de 200,09 km2.
Au 1er janvier 2017, la communauté de communes du Haut-Périgord fusionne avec la communauté de communes du Périgord vert nontronnais pour former la communauté de communes du Périgord Nontronnais,.

## Administration
| Période      | Période       | Identité       | Étiquette | Qualité                                          |
| ------------ | ------------- | -------------- | --------- | ------------------------------------------------ |
| janvier 2014 | décembre 2016 | Marcel Restoin | PS        | Adjoint au maire de Saint-Barthélemy-de-Bussière |

## Composition
Elle regroupait onze communes :
| Nom                          | Code Insee | Gentilé      | Superficie (km2) | Population (dernière pop. légale) | Densité (hab./km2) |
| ---------------------------- | ---------- | ------------ | ---------------- | --------------------------------- | ------------------ |
| Bussière-Badil (siège)       | 24071      | Bussiérois   | 19,86            | 402 (2014)                        | 20                 |
| Augignac                     | 24016      | Auginacois   | 22,64            | 823 (2014)                        | 36                 |
| Busserolles                  | 24070      | Busserollais | 32,46            | 511 (2014)                        | 16                 |
| Champniers-et-Reilhac        | 24100      | Champniérois | 20,40            | 496 (2014)                        | 24                 |
| Étouars                      | 24163      | Étouardais   | 7,83             | 149 (2014)                        | 19                 |
| Piégut-Pluviers              | 24328      | Piégutains   | 18,11            | 1 204 (2014)                      | 66                 |
| Saint-Barthélemy-de-Bussière | 24381      |              | 15,01            | 208 (2014)                        | 14                 |
| Saint-Estèphe                | 24398      | Stéphanois   | 21,37            | 605 (2014)                        | 28                 |
| Soudat                       | 24541      | Soudatois    | 8,82             | 91 (2014)                         | 10                 |
| Teyjat                       | 24548      | Teyjatois    | 16,99            | 278 (2014)                        | 16                 |
| Varaignes                    | 24565      | Varaignauds  | 16,60            | 414 (2014)                        | 25                 |

## Démographie
La population municipale de la communauté de communes s'élève à 5 260 habitants au recensement de 2014.

## Représentation
À partir du renouvellement des conseils municipaux de mars 2014, le nombre de délégués siégeant au conseil communautaire était le suivant : Soudat disposait d'un siège ; deux pour Bussière-Badil, Étouars, Saint-Barthélemy-de-Bussière, Teyjat et Varaignes ; trois pour Busserolles, Champniers-et-Reilhac et Saint-Estèphe ; quatre pour Augignac et six pour Piégut-Pluviers, ce qui faisait un total de trente conseillers communautaires.

## Compétences
En 2016, les compétences harmonisées de la communauté de communes étaient les suivantes :
- deux compétences étaient obligatoires :
  - l'aménagement de l'espace pour la conduite d'actions d'intérêt communautaire, avec schéma de cohérence territoriale (SCOT), schéma de secteur, plan local d'urbanisme (PLUI), carte communale et documents d'urbanisme ;
  - les actions de développement économique : 
    - zones d'activités économiques d'intérêt communautaire,
    - soutien aux entreprises par :
      - des actions de développement économique,
      - le maintien, la création ou l'extension d'activités économiques et de services,
      - l'aménagement et l'entretien des équipements aptes à favoriser ce développement,
      - la mise en place d'une signalétique facilitant l'accès aux entreprises ;
      - prise en compte des manifestations fortes et pérennes ;

    - actions de développement touristique par :
      - la promotion, l'animation et l'accueil touristique,
      - les études, l'acquisition, l'aménagement ou la valorisation des sites touristiques et des lieux d'expositions,
      - l'aménagement et la gestion des sentiers de randonnées dans le cadre du plan départemental des itinéraires de promenade et de randonnée (PDIPR),
      - la création, l'aménagement et l'entretien de l'itinéraire véloroute voie verte Charente Périgord, et de la Coulée d'Oc entre Charente et Haute Vienne, comprenant les itinéraires en sites propres et les ouvrages d'art ;

    - développement des nouvelles technologies de l'information et de la communication (NTIC) et aménagement numérique ;
    - soutien à l'emploi par la participation à l'Espace économie emploi et à la Mission locale du Haut Périgord ;
- cinq compétences optionnelles avaient été retenues :
  - protection et mise en valeur de l'environnement par :
    - l'élimination et la valorisation des déchets des ménages et déchets assimilés,
    - l'étude, l'aménagement et la gestion des cours d'eau ;

  - action sociale d'intérêt communautaire par :
    - la prévention et la promotion de la santé,
    - la politique enfance/jeunesse/adolescence : relais d'assistantes maternelles, accueil de loisirs sans hébergement (ALSH) pour adolescents, accueil de loisirs, gestion et organisation du temps périscolaire,
    - le centre intercommunal d'action sociale ;

  - équipements culturels, sportifs, et des enseignements préélémentaire et élémentaire ;
  - voirie :
    - création ou aménagement et entretien de la voirie,
    - aménagement de la « traverse principale » des bourgs centres et des agglomérations ;

  - politique du logement et du cadre de vie :
    - acquisition, réhabilitation, gestion, construction des logements dans les centres bourgs,
    - politique du logement social d'intérêt communautaire et action, par des opérations d'intérêt communautaire, en faveur du logement des personnes défavorisées : création, réhabilitation et gestion des logements conventionnés,
    - opérations collectives relatives à l'habitat (OPAH-RR).